# Karol Dubicz-Penther
Karol Dubicz-Penther (* 2. Juni 1892 in Żyrardów; † 15. Januar 1945 in Lissabon) war ein polnischer Diplomat.

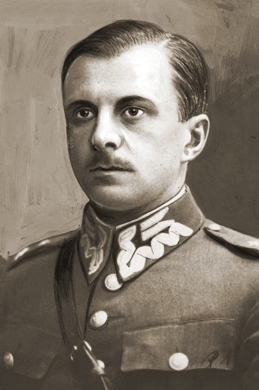
Karol Dubicz-Penther

## Leben und Tätigkeit
Nach dem Schulbesuch studierte Dubicz-Penther Medizin an der Universität Heidelberg.
1915 wurde Dubicz-Penther zur Teilnahme am Ersten Weltkrieg in die russische Armee eingezogen. Er desertierte und schloss sich der polnischen Legion an, mit deren 2. Ulanen-Regiment er bis 1918 auf Seiten der Mittelmächte kämpfte. Zum Ende des Ersten Weltkriegs trat er in die Armee des neu erstehenden polnischen Staates ein, in der er in den Rang eines Majors befördert wurde. 1919 gehörte er dem Büro polnischen Militärattachés in Bern an. 1920 war er Verbindungsoffizier beim Oberkommando der polnischen Armee. Es folgten Verwendungen im Kriegsministerium und als Chef der Nachrichtenabteilung beim polnischen Kommissarbüro in Danzig. 1928 absolvierte er die Höhere Kriegsschule.
Ende der 1920er Jahre trat Dubicz-Penther in den diplomatischen Dienst der polnischen Republik: Zum 31. Oktober 1929 wurde er zum Sekretär der polnischen Gesandtschaft in Teheran ernannt. Danach arbeitete er in der politischen und wirtschaftlichen Abteilung des polnischen Außenministeriums in Warschau.
Am 1. November 1932 wechselte Dubicz-Penther als Botschaftsrat (?) an die polnische Gesandtschaft in Ankara. Vom 1. Februar 1937 bis September 1943 war er außerordentlicher Gesandter und bevollmächtigter Minister der polnischen Regierung in Lissabon, worauf er durch Gustaw Potworowski ersetzt wurde.
Von den nationalsozialistischen Polizeiorganen als Staatsfeind eingestuft, wurde Dubicz-Penther – den die Nationalsozialisten irrtümlich in Großbritannien vermuteten – im Frühjahr 1940 vom Reichssicherheitshauptamt auf die Sonderfahndungsliste G.B. gesetzt, ein Verzeichnis von Personen, die im Falle einer erfolgreichen deutschen Invasion Großbritanniens durch die Sonderkommandos der SS-Einsatzgruppen mit besonderer Priorität ausfindig gemacht und verhaftet werden sollten.